# 座堂山城堡

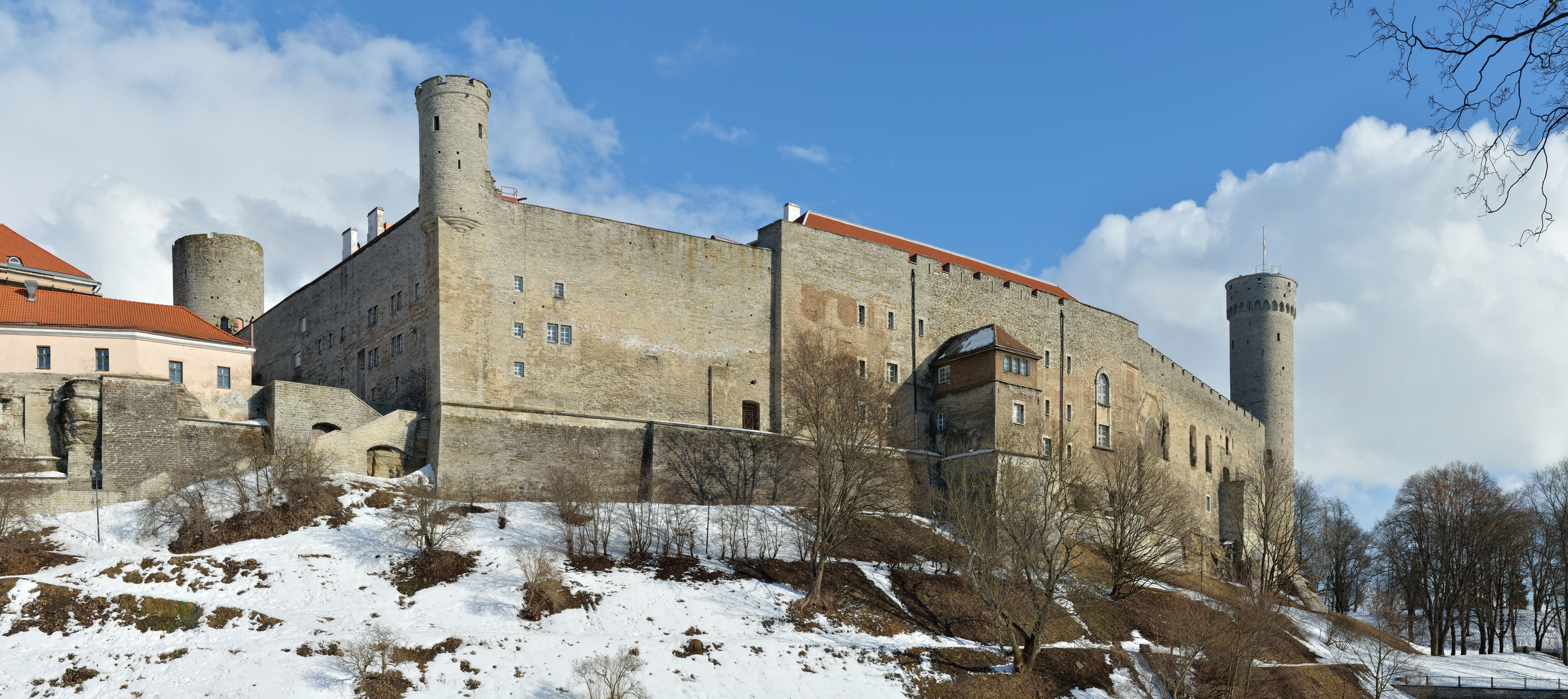
座堂山城堡

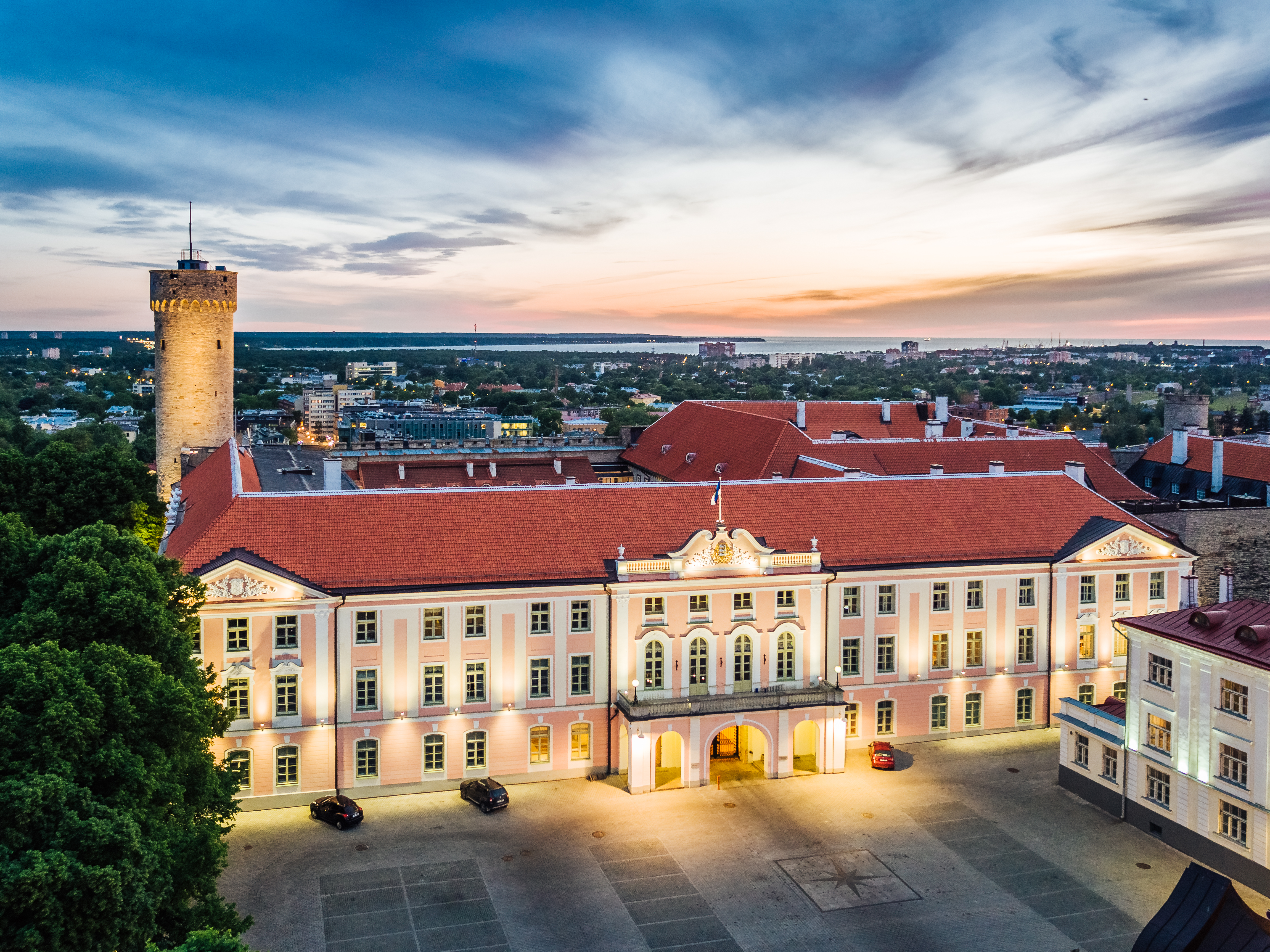
城堡入口

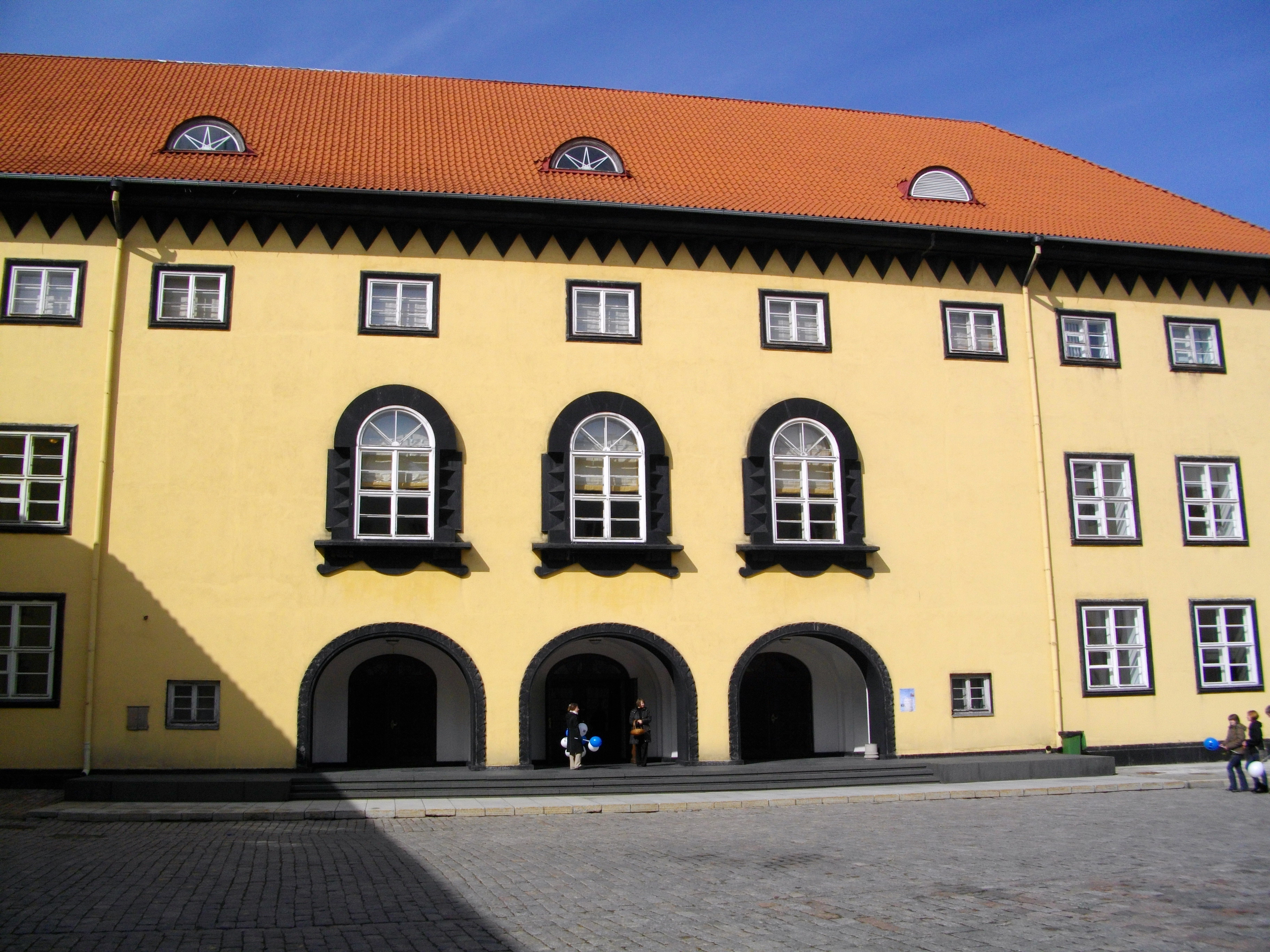
爱沙尼亚国会大廈

座堂山城堡，又名“丹麦城堡”（Taani loss），是爱沙尼亚首都塔林的一座城堡，位于市中心石灰岩的座堂山上。 
山上的第一个木制城堡大约兴建于10世纪或11世纪，由古爱沙尼亚居民兴建。这是后来成为塔林的地区中最早有人居住的地点之一。 
在1219年，瓦尔德马二世率领的丹麦十字军占领了这座城堡。根据丹麦人的传说，在柳丹尼斯战役的关键时刻，在城堡附近，第一面丹麦国旗从天空降下，于是丹麦战胜了爱沙尼亚。  
然后丹麦人开始将柳丹尼斯称为“丹麦人城堡”（Castrum Danorum）。根据一项假设，这个名称然后翻译成老爱沙尼亚语Taani(n) linna，后来简称为“塔林”（Tallinn）。
多次重建的座堂山城堡，今天仍然主宰着座堂山。其最高点是赫尔曼塔（Pikk Hermann）。爱沙尼亚国会设在城堡内。在座堂山城堡附近的其他景点包括俄罗斯东正教会的亚历山大·涅夫斯基主教座堂，1900年完工。
59°26′08″N 24°44′14″E / 59.435555565556°N 24.737222232222°E